# Camptopteroides
Camptopteroides is een geslacht van vliesvleugeligen uit de familie Mymaridae. De wetenschappelijke naam van dit geslacht is voor het eerst geldig gepubliceerd in 1974 door Viggiani.

## Soorten
Het geslacht Camptopteroides omvat de volgende soorten:
- Camptopteroides alata Lin, 1999
- Camptopteroides armata Viggiani, 1974
- Camptopteroides dorothea Huber, 1999
- Camptopteroides verrucosa (Noyes & Valentine, 1989)